# Jim Anotsu
Jim Anotsu (Itaúna, 20 de fevereiro de 1988) é um escritor, roteirista e tradutor brasileiro.
Publica nos gêneros ficção especulativa e fantasia, com ênfase no universo do jogo eletrônico Minecraft. Tem obras publicadas em 13 países[carece de fontes?].

## Biografia
Jim nasceu em Itaúna, Minas Gerais, em 1988. É formado em Letras pela Universidade Federal de Minas Gerais, com habilitação voltada para o estudo de clássicos da literatura inglesa.
Como escritor, tem vários livros com temática de fantasia e direcionados ao público que joga Minecraft, com o qual chegou ao mercado internacional.

## Vida pessoal
É casado com a também escritora catarinense Mary C. Müller.

## Livros
- Annabel & Sarah
- A Batalha do Acampamonstro[7]
- A Morte é Legal
- O Serviço de Entregas Monstruosas[8]
- Rani e o sino da divisão
- A espada de Herobrine (baseado no universo de Minecraft)
- A vingança de Herobrine (baseado no universo de Minecraft)